# مارسيلينو بيرنال
مارسيلينو بيرنال (بالإسبانية: Marcelino Bernal)‏ (مواليد 7 مايو 1962) هو لاعب كرة قدم. يلعب مع منتخب المكسيك لكرة القدم. سبق له أن لعب في كأس العالم لكرة القدم مع منتخب بلاده.

## مسيرته الكروية
لعب مارسيلينو بيرنال خلال مسيرته الاحترافية مع 6 أندية في واحد وعشرون موسمًا وسجل خلالها 79 هدفًا ضمن 475 مباراة. حيث فاز في موسمين بالكأس وفي موسمين بالدوري.
خاض مارسيلينو بيرنال مسيرته مع نادي كروز آزول في موسم 1983–84 ليلعب معه أربعة مواسم، مشاركًا في 72 مباراة سجل خلالها 4 أهداف. ثم انتقل إلى نادي بويبلا في موسم 1987–88 ليلعب معه أربعة مواسم، حيث شارك في 135 مباراة سجل خلالها 22 هدفًا. لينتقل بعدها إلى نادي تولوكا في موسم 1991–92 ليلعب معه ستة مواسم، مشاركًا في 145 مباراة سجل خلالها 34 هدفًا. ثم انتقل إلى نادي مونتيري في موسم 1997–98 ولمدة موسمين، مشاركًا في 44 مباراة سجل خلالها 12 هدفًا. هذا وانتقل لاحقًا إلى نادي باتشوكا في موسم 1998–99 واستمر معه طيلة ثلاثة مواسم، مشاركًا في 54 مباراة سجل خلالها 6 أهداف. ثم انتقل بعدها إلى نادي أونيفرسيداد ناسيونال في موسم 2000–01 ولمدة موسمين، مشاركًا في 25 مباراة سجل خلالها هدفًا واحدًا.

## روابط خارجية
- مارسيلينو بيرنال على موقع الاتحاد الدولي (مؤرشف)  (الإنجليزية)
- مارسيلينو بيرنال على موقع قاعدة بيانات كرة القدم.إي يو (الإنجليزية)
- مارسيلينو بيرنال على موقع ناشيونال فوتبول تيمز (الإنجليزية)
- مارسيلينو بيرنال على موقع Soccerway.com (الإنجليزية)